# Anna Iwanowna Maluchina
Anna Iwanowna Maluchina (russisch Анна Ивановна Малухина; * 21. Dezember 1958 in Moskau, Russische SFSR als Anna Iwanowna Malaschowa) ist eine ehemalige russische Sportschützin.

## Erfolge
Anna Maluchina, die für Spartak Moskau startete, nahm an drei Olympischen Spielen teil. 1988 trat sie in Seoul mit dem Luftgewehr an und qualifizierte sich mit 394 Punkten für das Finale. In diesem erzielte sie 101,8 Punkte und wurde mit insgesamt 495,8 Punkten hinter Iryna Schylawa und Silvia Sperber Dritte. Im Dreistellungskampf mit dem Kleinkalibergewehr wurde sie mit 678,4 Punkte Sechste. Vier Jahre darauf war sie Teil des Vereinten Teams und belegte mit dem Kleinkalibergewehr im Dreistellungskampf den 21. Platz, während sie mit dem Luftgewehr den elften Platz erreichte. 1996 schloss Maluchina in Atlanta, nun erstmals für Russland startend, den Wettbewerb mit dem Luftgewehr auf dem 20. Platz sowie mit dem Kleinkalibergewehr auf dem 26. Platz ab.
Zwischen 1982 und 1990 gewann Maluchina bei Weltmeisterschaften fünf Bronze- und zwei Silbermedaillen, darunter fünf Medaillen mit der Luftgewehr-Mannschaft. Im Einzel sicherte sie sich mit dem Luftgewehr in Sarajevo 1989 Silber sowie 1982 in Caracas mit dem Kleinkalibergewehr im Dreistellungskampf. In Mailand gelang ihr 1994 schließlich gleich zweimal der Titelgewinn: im Dreistellungskampf im Einzel und im liegenden Anschlag mit der Mannschaft wurde Maluchina Weltmeisterin. Außerdem wurde sie mit der Mannschaft im Dreistellungskampf und mit dem Luftgewehr Zweite.